# Список дипломатичних місій в Ефіопії

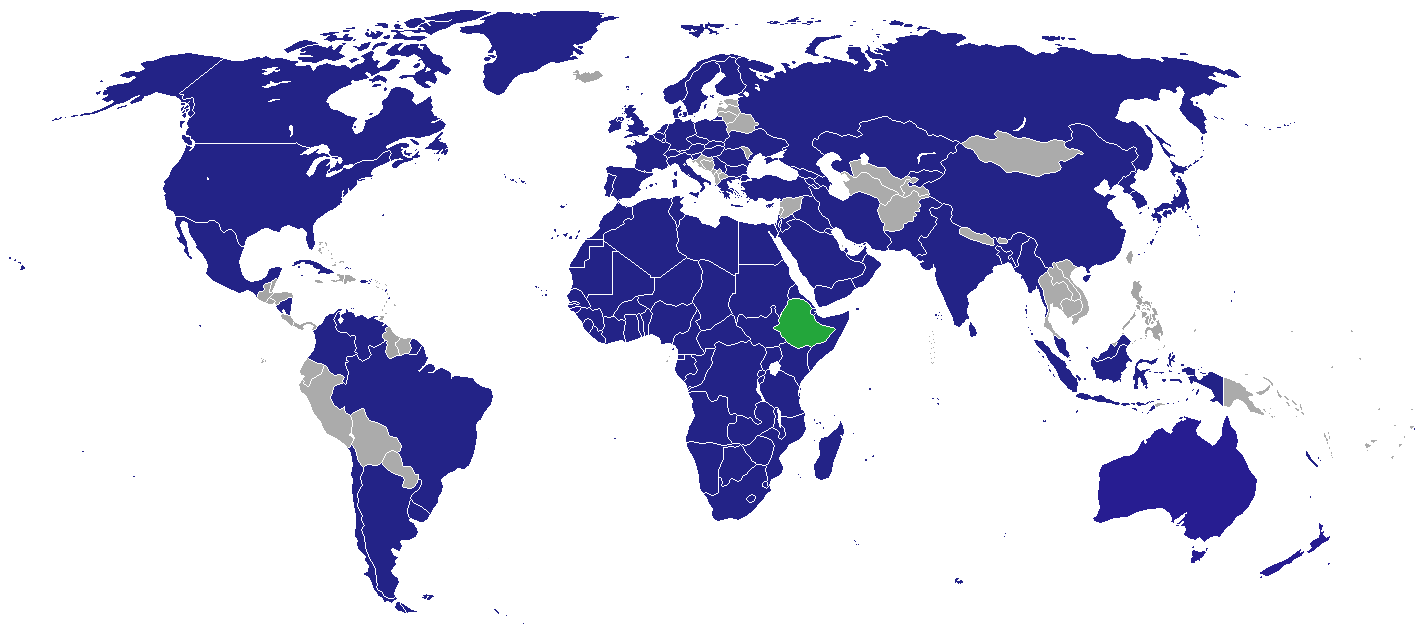
Дипломатичні місії в Ефіопії

Список дипломатичних місій в Ефіопії, в тому числі посольств розташованих в Ефіопії, а також в країнах Африканського Союзу. В столиці Аддис-Абеба відкрито 96 посольств.

## Посольства вАддис-Абеба
| - Алжир - Ангола - Австралія - Австрія - Бельгія - Бенін - Ботсвана - Бразилія - Болгарія - Буркіна-Фасо - Бурунді - Камерун - Канада - Кабо-Верде - Чад - КНР - Республіка Конго - ДРК - Кот-д'Івуар - Куба - Чехія - Данія - Джибуті - Єгипет - Екваторіальна Гвінея - Фінляндія - Франція - Габон - Гамбія - Німеччина - Гана - Греція | - Гвінея - Ватикан - Індія - Індонезія - Іран - Ірландія - Ізраїль - Італія - Японія - Кенія - Північна Корея - Південна Корея - Кувейт - Лесото - Ліберія - Лівія - Люксембург - Мадагаскар - Малаві - Малі - Мавританія - Маврикій - Мексика - Марокко - Мозамбік - Намібія - Нідерланди - Нігер - Нігерія - Норвегія - Пакистан - Палестина | - Польща - Португалія - Катар - Румунія - Росія - Руанда - Західна Сахара - Саудівська Аравія - Сенегал - Сербія - Сьєрра-Леоне - Словаччина - Сомалі - ПАР - Іспанія - Судан - Свазіленд - Швеція - Швейцарія - Танзанія - Того - Туніс - Туреччина - Уганда - Україна - ОАЕ - Велика Британія - США - Венесуела - Ємен - Замбія - Зімбабве |

## Представництва в Аддис-Абеба
- Європейський Союз (Представництво)
- Сомалі (Представницький офіс)
- Південний Судан (Представницький офіс)

## Акредитовані посольства
В Каїрі, якщо інше не зазначено.
- Аргентина (Найробі)[1]
- Вірменія [2]
- Боснія і Герцоговина[3]
- Чилі (Найробі)[4]
- Колумбія (Найробі)[5]
- Хорватія [6]
- Кіпр [7]
- Угорщина (Найробі)[8]
- Мальта [9]
- Уругвай [10]